# ماهی ژرف‌کاو
ماهی ژرف‌کاو (نام علمی: Bathymasteridae) نام یک تیره از زیرراسته سردرشت‌واران است.